# Arabe tlemcénien
 (novembre 2011).
Si vous disposez d'ouvrages ou d'articles de référence ou si vous connaissez des sites web de qualité traitant du thème abordé ici, merci de compléter l'article en donnant les références utiles à sa vérifiabilité et en les liant à la section « Notes et références ».
Le tlemcénien ou l'arabe tlemcénien est le parler originel de la ville de Tlemcen,. Parler pré-hilalien citadin,, il est influencé par l'arabe andalou. Il est l'une des composantes régionales de l'arabe algérien  de la famille des parlers arabes maghrébins.

## Historique et usages

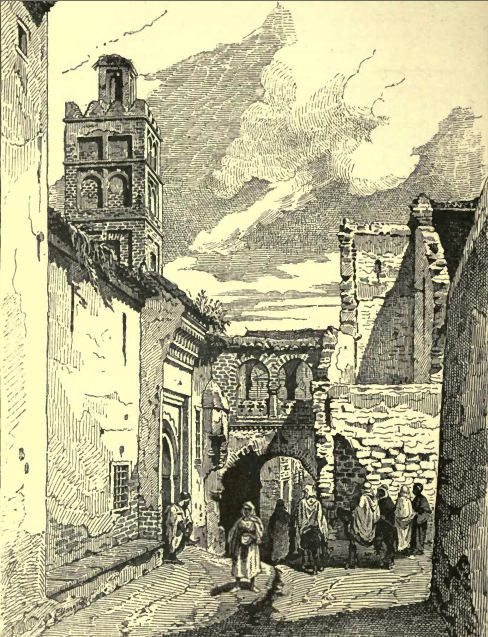
Un quartier de Tlemcen, à la fin du XVIIIe siècle.

À la suite de l'introduction de la langue arabe à Tlemcen dans les premiers siècles suivant l'islamisation de la région, la ville sert de « foyer d'arabisation » de la région, selon un « triangle » Tlemcen-Honaine-Rachgoun. Ce processus d'arabisation donne alors naissance au parler citadin de la ville ainsi qu'aux parlers villageois des environs, également pré-hilaliens.
Parlé à l'origine par les citadins de Tlemcen — soit les Tlemcéniens « de souche » —, l'interaction avec les populations issues des mouvements d'exode rural qu'a connu la ville au XXe siècle mène à l'adoption d'une koinè urbaine à traits ruraux[précision nécessaire],. Ainsi, la majorité des citadins de sexe masculin tend à pratiquer la koinè urbaine en public, restreignant l'usage de l'arabe tlemcénien aux cercles familiaux, tandis que la majorité des locuteurs de sexe féminin en préserve l'usage courant.

## Alphabet et prononciation
Il est caractérisé principalement par le remplacement du « qaf » — issu de l’arabe — par la « a » ou hamza, cas unique en Algérie, mais que l’on retrouve dans les dialectes citadins de l’Égypte de la Jordanie, de la Palestine, du Liban et de la Syrie, ainsi que de Fès.
Il est à signaler que les lettres K (de l'arabe K comme dans le prénom Kamal ou le mot Kassar - casser) et G (du GA comme dans Gra3 - chauve ou bien guetoune - tente) sont prononcés normalement comme elles le sont dans le langage algérien général.
Le Qaf arabe n'est jamais prononcé et est toujours remplacé par la hamza arabe ou  A  d’où l'expression parler avec le A à Tlemcen.

### Voyelles
Les voyelles ont une prononciation particulière, celle de la langue arabe en général, mais pas toujours, comme le « A » atténué et le « A » fort, comme dans Malika (reine) qui se prononce melika ou plutôt Mailika, qui est différent du a de batata (pomme de terre). Par ailleurs, il est à noter que le a dans les syllabes finales donne un son entre le o et le a.
Le son « O », inexistant en arabe, est bel est bien présent, comme dans zrodiya (carottes), babor (bateau) ou kora (sphère).

### Consonnes
Les consonnes qui font la particularité de la langue arabe comme le tha (proche du th anglais) ou le Dha ne sont pas prononcés en tlemcénien.
Les consonnes utilisées dans le tlemcénien sont les suivantes : 
- BA : bota (citerne) - blata (très grosse pierre), balto (veste)
- TSA : tsezdam (porte-feuilles) différent du TA
- DJA : djib (poche ou ramène), djelban (petit pois), le « JA » n’existe pas sauf exception comme dans jdada (poule)
- KHA : khodra (légumes), khoudmi (couteau)
- HHA : Hhaffaf (coiffeur), son que l’on fait lors d’une douleur, différent du « H » de l’anglais Hello
- DA : derbouka (tambourin), dar (maison)
- RA : Re-a-d (il s’est endormi)
- ZA : zaouche (oiseau)
- SA : ssamssa (gâteau typique), assem (quoi), sa-a-ya (robinet)
- CHA : chemche (soleil), chouf (regarde)
- TA : Tomateche (tomates), tadjine
- 3a : Correspond au ع arabe. Exemple « 3abba » (il a pris) ou 3alem (savant)
- GHA : ghellaya (cafetière), meghoufel (chevelure fournie)
- FA : fazed (inutilisable), fechta (fête)
- KA : ka3k (gâteau tlemcénien), Kred (frisé)
- LA : lan-e-rat (l’apocalypse), llim (citron)
- MA : Ma (eau), mechtsi (radis), m-ass (ciseaux), mtar-a (marteau)
- NA : nààla (sandales) ou mieux écrit « nn3ala » plutôt que «n3ala »
- HA : houwa (lui), hrissa (le gâteau Qalbelouz algérois)
- WA : werralou (il lui a montré)
- YA : Yatguerrad (il se détend), yabess (sec)
- PA : du français comme Parasol ou patraka (tacot)
- VA : uniquement pour des mots en français comme vélo ou véranda mais pas valise qui se dit "faliza".
- GA : gred (il a cassé), griwech (gâteau au grains de sésame), Gra3 : (chauve), gafla (Caravane),
- TCHA : letchine (oranges), tchen-tchana, moutchou (masseur), tchbàtche-e (objets de ferraille), consonne rare

## Vocabulaire
Le vocabulaire est assez différent de l’arabe classique et s’inscrit dans une approche algérienne.
Exemple :  berka  (arrête) tsameskinate (pauvreté),  tabla (table), gnina (lapin), 3àwd (cheval), 3ôd (luth mais aussi branche ou bâton), erfed (prends), gra3 (chauve)  et la liste est très longue. 

## Grammaire
La grammaire et la conjugaison comportent également des différences notables ; par exemple, Salah khou Karim (Salah le frère de Karim)en algérien ou Salah akhou Karim (en arabe classique) se dit, à Tlemcen : Salah khah eddi Karim.

## Conjugaison
- Exemple du  verbe kla "manger":

| Present continu         | Passé            | Futur                 |
| ----------------------- | ---------------- | --------------------- |
| Ànà hàni nàkoul         | ana klitse       | Ànà Douk nakoul       |
| Tsinà rek tsakoul       | tsina klitse     | Tsinà Douk tsakoul    |
| Houwa ràh yakoul        | houwa klà        | Houwa Douk yakoul     |
| Hiya reha tsakoul       | Hiya klàtse      | Hiya Douk tsakoul     |
| Hhnà renà nàklou        | hhnà klina       | Hhnà Douk nàklou      |
| Tsoumàne rikoum tsàklou | Tsoumàne klitsou | Tsoumàne Douk tsàklou |
| Houmen rohoum yaklou    | Houmen klàw      | Houmen Douk yaklou    |

NB : Douk est souvent remplacé par “Deu-e »	
Impératif
- Tsinà  koul
- Tsoumàne koulou

Le langage est facilement reconnaissable par la quantité de variations avec l’algérien courant et, paradoxalement, difficile à utiliser, notamment en raison du nombre de différences disparates dont les modalités ne sont pas systématiquement régies par des règles ou des conventions protocolaires.